# Vilanova de la Barca
Vilanova de la Barca is een gemeente in de comarca Segrià in Catalonië met een oppervlakte van 21 km². Vilanova de la Barca telt 1.054 inwoners (1 januari 2016).
De gemeente ligt bij de samenkomst van de rivieren Segre en Corb. Het Kanaal van Urgell voorziet gewassen van water door middel van irrigatie. De gemeente is verbonden met Lleida en Balaguer door de weg C-1313 en een FGC spoorweg.

## Bevolking
| Jaar | Bevolking |
| ---- | --------- |
| 1900 | 779       |
| 1930 | 878       |
| 1950 | 1030      |
| 1970 | 976       |
| 1986 | 871       |
| 2007 | 1105      |